# أشتر (اسم)
أَشْتَر هو اسم علم مذكر من أصل عربي، وجاء الاسم على صيغة أفعل، ومعناه هو من كان جفن عينه منقلبًا أو منشقًا.

## الشخصيات
- الأشتر النخعي
- الأشتر الهلالي